# Zuid-Baden
Zuid-Baden werd in 1945 gevormd van de zuidelijke helft van de Republiek Baden en was een onderdeel van de Franse bezettingszone van Duitsland na de Tweede Wereldoorlog. Later werd de naam in Baden veranderd. Dit gebied was een medeoprichter van de Bondsrepubliek Duitsland in 1949. In 1952 werd Baden samengevoegd met Württemberg-Baden en Württemberg-Hohenzollern tot de Duitse deelstaat Baden-Württemberg.
Dit was de laatste Duitse staat gekend onder de naam Baden, deze staat bestond onder verschillende namen sinds de twaalfde eeuw.

## Formatie
Op de Conferentie van Jalta in 1945 kreeg Frankrijk een bezettingszone in Duitsland toegewezen. Deze zone bevatte het zuidwesten van Duitsland bestaande uit Baden, de Württemberg en de Pruisische  provincie Hohenzollern. Deze gebieden werden verdeeld tussen Frankrijk en de Verenigde Staten in het zuiden. De grens tussen de bezettingszones was de Autobahn tussen Karlsruhe en München de A8 die geheel in de Amerikaanse zone lag. Binnen de Franse zone werden Hohenzollern en het zuidelijke gedeelte van Württemberg samengevoegd tot Württemberg-Hohenzollern. Uit het zuidelijke gedeelte van Baden ontstond Zuid-Baden op 1 december 1945 met Freiburg als hoofdstad.  De vroegere hoofdstad van Baden, Karlsruhe, lag in de Amerikaanse zone.
De grondwet van Zuid-Baden werd geschreven op 19 mei 1947, maar het voorstel claimde dat de nieuwe staat de ware opvolger was van het oude Baden, ondanks het feit dat het gebied  de afgelopen honderdvijftig jaar onderdeel was van Baden. Om deze claim kracht bij te zetten nam Zuid-Baden de vlag en wapen van het Baden van voor de Tweede Wereldoorlog aan. De grondwet was duidelijk over de naam van de staat als Baden in plaats van Zuid-Baden In 1949 stemde het parlement van Baden voor de Duitse grondwet en hiermee werd het onderdeel van de Bondsrepubliek Duitsland toen het geformeerd werd op 23 mei 1949.

## Politiek
In 1945 werd Zuid-Baden meteen geregeerd door de Franse militaire regering. Na lokale verkiezingen op december 1946 werd de Badische Christlich-Soziale Volkspartei (BCSV) de grootste partij en Leo Wohleb de partijleider werd door de Franse regering als president aangewezen. In april 1947 werd de  BCSV geassocieerd met de federale Christlich Demokratische Union (CDU) en hernoemde de partij zich tot CDU Baden
Op  24 juli 1947 werd de eerste enige verkiezing gehouden in Baden waar de CDU van Wohleb met een meerderheid van stemmen van 55,9% won. De SPB, de Badense tak van de SPD, kreeg ongeveer 22,4% van de stemmen. De Franse militaire regering behield de meeste belangrijke posities in Baden in handen en vond het niet wenselijk dat een partij de absolute meerderheid had. Pogingen om een regering van nationale eenheid te vormen mislukten, ondanks de inspanningen van de Kommunistische Partei Deutschlands (KPD). Uiteindelijk werd een grote coalitie tussen CEDU en SPB gevormd met Wohleb als minister-president. Na de formatie van de Bondsrepubliek Duitsland en het einde van de Franse militaire regering waren regeringen van een partij weer toegestaan en een coalitie was niet langer noodzakelijk van 1949 tot 1952. Wohleb was al die tijd de leider van een CDU-regering.

## Einde van de deelstaat

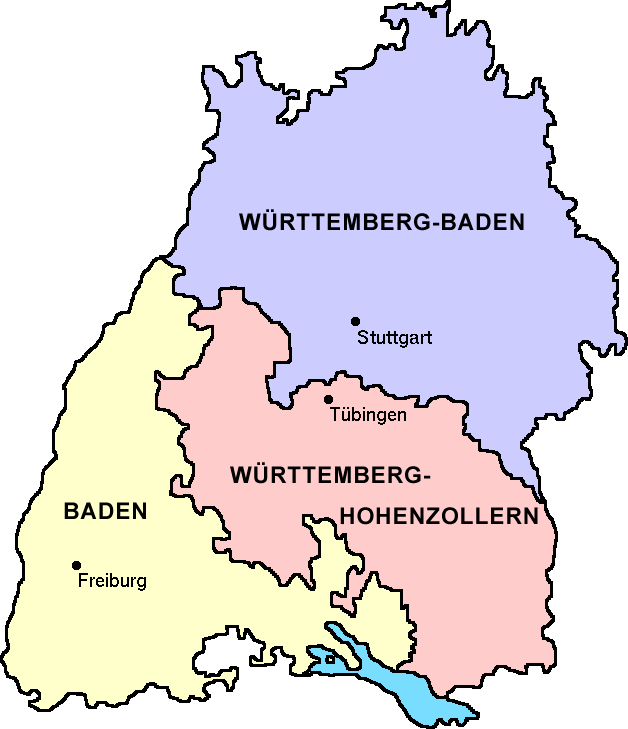
De drie staten die werden samengevoegd tot Baden-Württemberg in 1952

Met het einde van de militaire regering in Duitsland, vroegen de westelijke machten aan de leiders van de Duitse staten om hun positie te heroverwegen en om de gevormde grenzen tijdens de bezetting gemaakt waren definitief vast te stellen. In het zuidwesten was het idee om de twee aparte staten Baden en Württemberg opnieuw op te richten en Württemberg het gebied van Hohenzollern te geven na de opdeling van Pruisen of samen te voegen in een nieuwe staat. In Baden was Wohleb een sterke tegenstander van een samenvoeging. In 1950 werd er een niet-bindende volksraadpleging gehouden om de drie staten samen te voegen. In het gebied binnen de oude grenzen van voor 1945 van Baden werd er gestemd tegen het samenvoegen en voor een herstel van de oude staat. De stemmen van Baden waren niet van doorslaggevend belang, omdat Württemberg  meer inwoners had die voor samenvoegen stemden. Volgens de uitslag van het referendum werden de drie staten samengevoegd tot de nieuwe staat Baden-Württemberg op 25 april 1952.
Een aantal rechters was tegen het houden van een referendum en de uitkomst ervan dat er samengevoegd werd. Het nieuwe Bundesverfassungsgericht wees een nietigverklaring af van de uitkomst van het referendum, nadat de stemming in de jury van rechters in een patstelling eindigde. In 1956 concludeerde het hof dat de meerderheid in Zuid-Baden tegen had gestemd en dat de stemming moest worden overgedaan. De regering van Baden-Württemberg stelde die nieuwe stemming uit tot 1970, achttien jaar na het referendum en het samenvoegen. Op dat tijdstip stemde een meerderheid in Zuid-Baden met 81% voor het behoud van de status quo.